# Музика Катерина Миколаївна
Музика Катерина Миколаївна (нар. 17 квітня 1981, м. Нововолинськ, Волинська область, УРСР) — доктор технічних наук (2016), професор кафедри біомедичної інженерії Харківського національного університету радіоелектроніки.

## Біографія
Катерина Музика народилася 17 квітня 1981 року у місті Нововолинськ, Волинська область, УРСР.
Вона закінчила Нововолинський електромеханічний технікум 2000 року за двома спеціальностями — «Монтаж та експлуатація електрообладнання промислових та цивільних споруд» та «Економіка підприємства».
Після завершення навчання у технікумі вступила до Харківського національного університету радіоелектроніки, який закінчила 2004 року.
2008 році захистила кандидатську дисертацію.
2011 року почала працювати на посаді старшого наукового співробітника, з 2014 року — на посаді старшого викладача, з 2015 року обіймала посаду доцента.
2016 році захистила докторську дисертацію, а через рік стала професором кафедри біомедичної інженерії. На цій посаді вона продовжує працювати і зараз.

## Наукова діяльність
У сферу наукових інтересів Катерини Музики входять матеріали та платформи для електрохімічної та оптичної сенсорики та терапевтичних застосувань.
Вона керує науково-дослідною та навчальною лабораторією «Аналітичної оптохемотроніки» ім. проф. Рожицького М. М.
Також вона є науковим керівником держбюджетних науково-дослідних робіт.

## Міжнародна діяльність
Вона є гостьовим професором Чанчуньського інституту прикладної хімії (Китай).
Також вона є співвиконавцем проєктів Українського науково-технологічного центру (2005—2013).
Катерина Музика є координатором проєктів Erasmus+ KA1 щодо мобільності студентів і викладачів між Харківським національним університетом радіоелектроніки та Вроцлавським науково-технологічним університетом (2016—2018).

## Творчий доробок
Катерина Музика є автором понад 30 публікацій та 2 патентів
Монографії:
- Muzyka K. M., Rozhitskii M. M. Chapter. 3 Microfluidic Electro-chemiluminescent detection devices with capillary electrophoresis (2011) Microfluidics: Theory and Applications. «Nova science publishing», NY, PP. 103—134.
- Muzyka K. M., Piletsky S., Rozhitskii M. Chapter. 5 MIP-based Voltammetric Sensors. in Molecularly Imprinted Polymers: A Handbook for Academia and Industry, Alvarez-Lorenzo C.; iSmithers, UK, 2013. — р. 197—228.

Статті:
- Muzyka K., Sun J., Fereja T.H., (…), Zhang W., Xu G. Boron-doped diamond: Current progress and challenges in view of electroanalytical applications // Analytical Methods. — 2019. — 11(4). — pp. 397—414.
- Konovalova I.S., Shishkina S.V., Bani-Khaled G., Muzyka E.N., Boyko A.N. Intermolecular interactions in crystals of benzene and its mono- and dinitro derivatives: Study from the energetic viewpoint // CrystEngComm. — 2019. — 21(18). — pp. 2908—2919.
- Snizhko D., Bani-Khaled G., Muzyka K., Xu G. Apparatus «Spark» for luminescent and electrochemiluminescent measurements | [Urządzenie «Spark» do pomiarów luminescencji i luminescencji elektrochemicznej] // Przeglad Elektrotechniczny. — 2018. — 94(6). — pp. 38-42.
- Gao W., Muzyka K., Ma X., Lou B., Xu G. A single-electrode electrochemical system for multiplex electrochemiluminescence analysis based on a resistance induced potential difference // Chemical Science. — 2018. — 9(16). — pp. 3911-3916.

## Нагороди
- Стипендія Кабінету міністрів України.